# Доходный дом Шаблыкиной
Доходный дом Е. А. Шаблыкиной — доходный дом в переулке Сивцев Вражек Хамовнического района Москвы. Построен в 1906 году по проекту архитектора Георгия Олтаржевского.

## История и описание
В декоре главного фасада шестиэтажного доходного дома архитектор использовал неогреческие мотивы. Парадный вход, расположенный в центральной части оформлен четырьмя дорическими колоннами, поддерживающими широкий антаблемент, над которым расположено большое полукруглое окно с сохранившимся подлинным, тонкого рисунка, столярным заполнением. Боковые части отмечены выступающими эркерами с трехчастными окнами. Лепной декор также выдержан в греческом стиле.

## Известные обитатели
В 1910-х в здании находилась квартиры учёного Н. Р. Брилинга и фольклориста О. Э. Озаровской. В 1920 году в доме поселился художник М. В. Нестеров, выдающийся представитель русского символизма и модерна. В доме на Сивцевом Вражке художник поселился после своего возвращения из Уфы, где его застала гражданская война. В этот период он создал портреты художников П. Д. и А. Д. Кориных (1930), академика И. П. Павлова (1935), скульпторов И. Д. Шадра (1934) и В. И. Мухиной (1940).

## Галерея

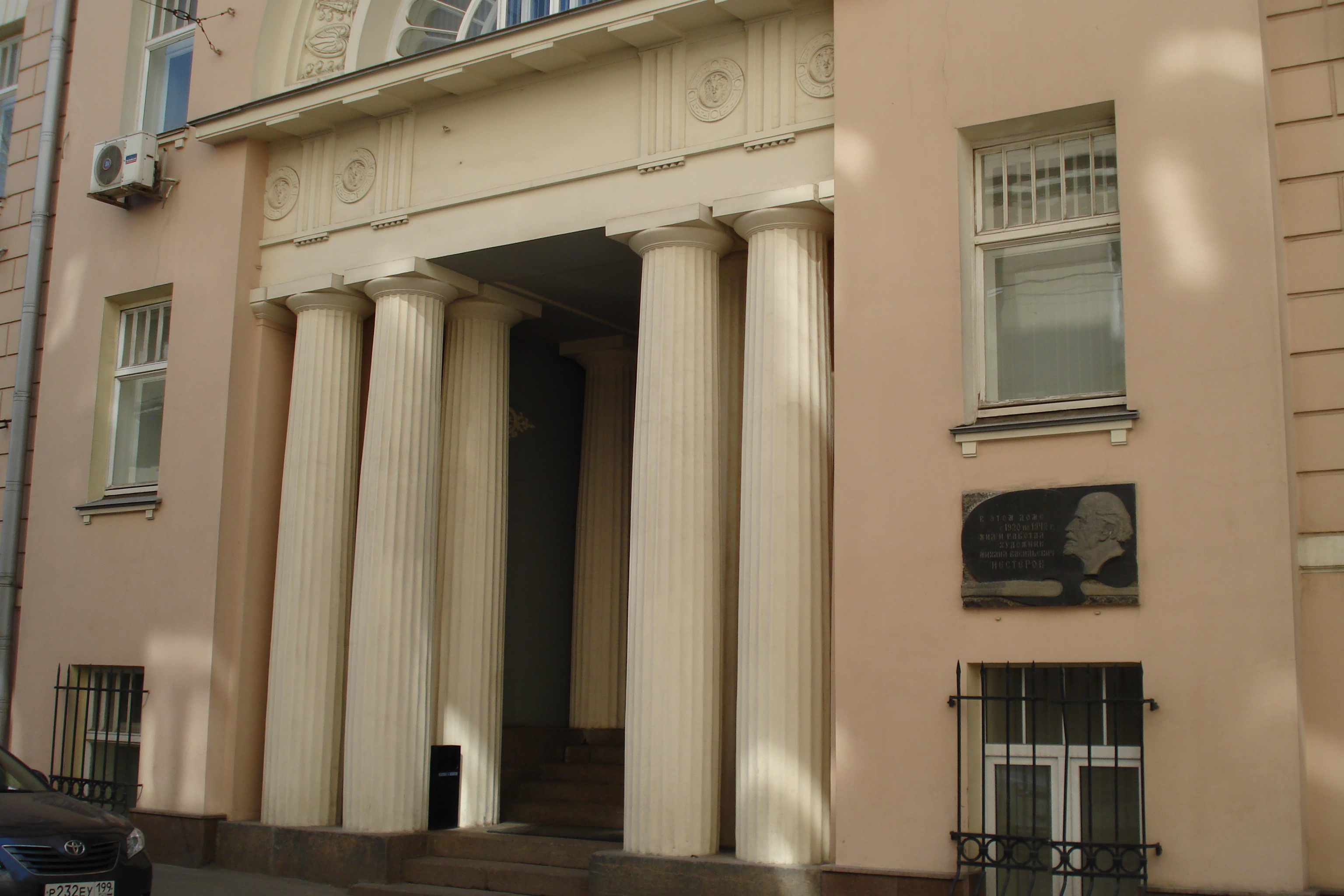
Вход с колоннами
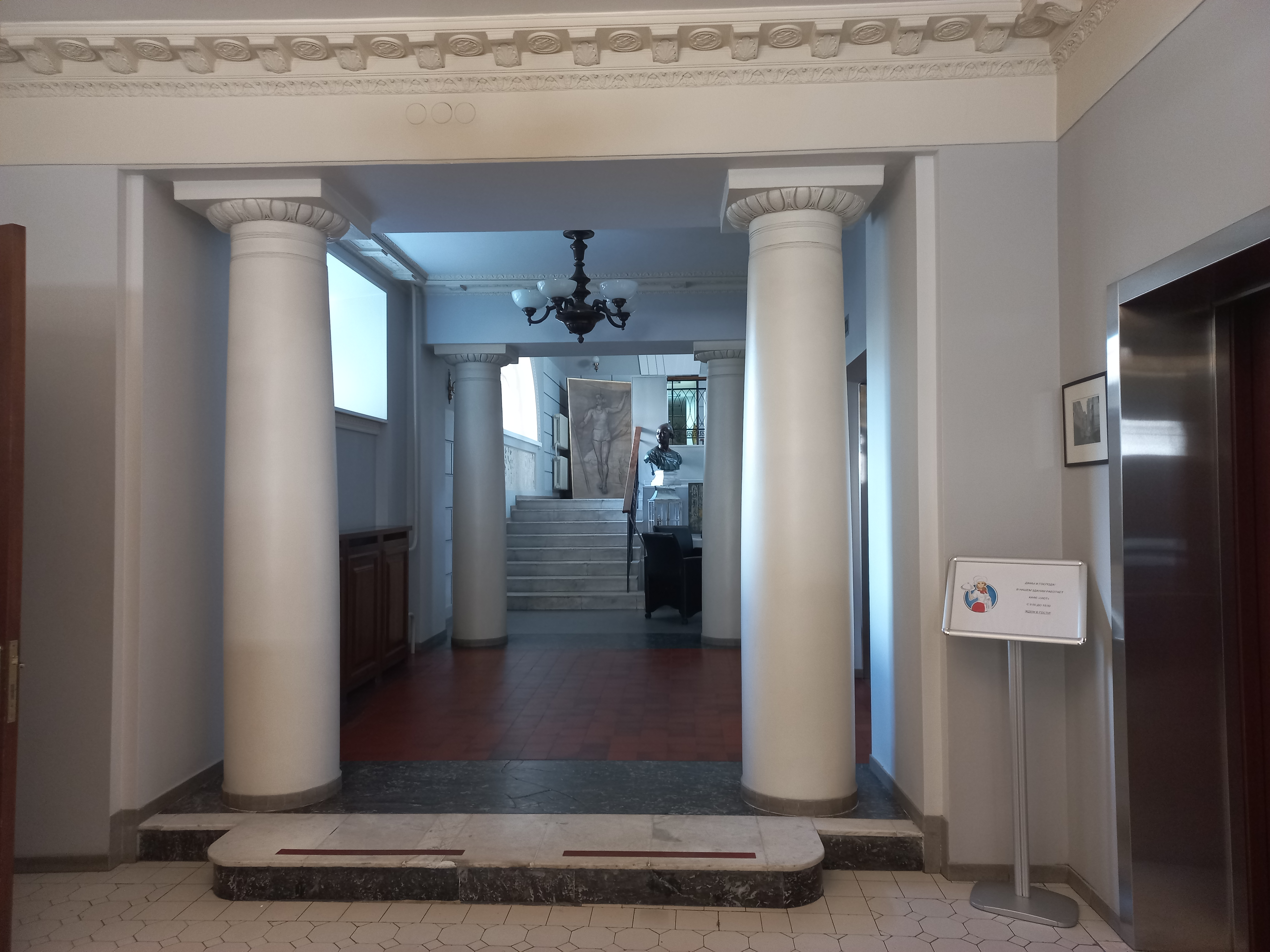
Вестибюль
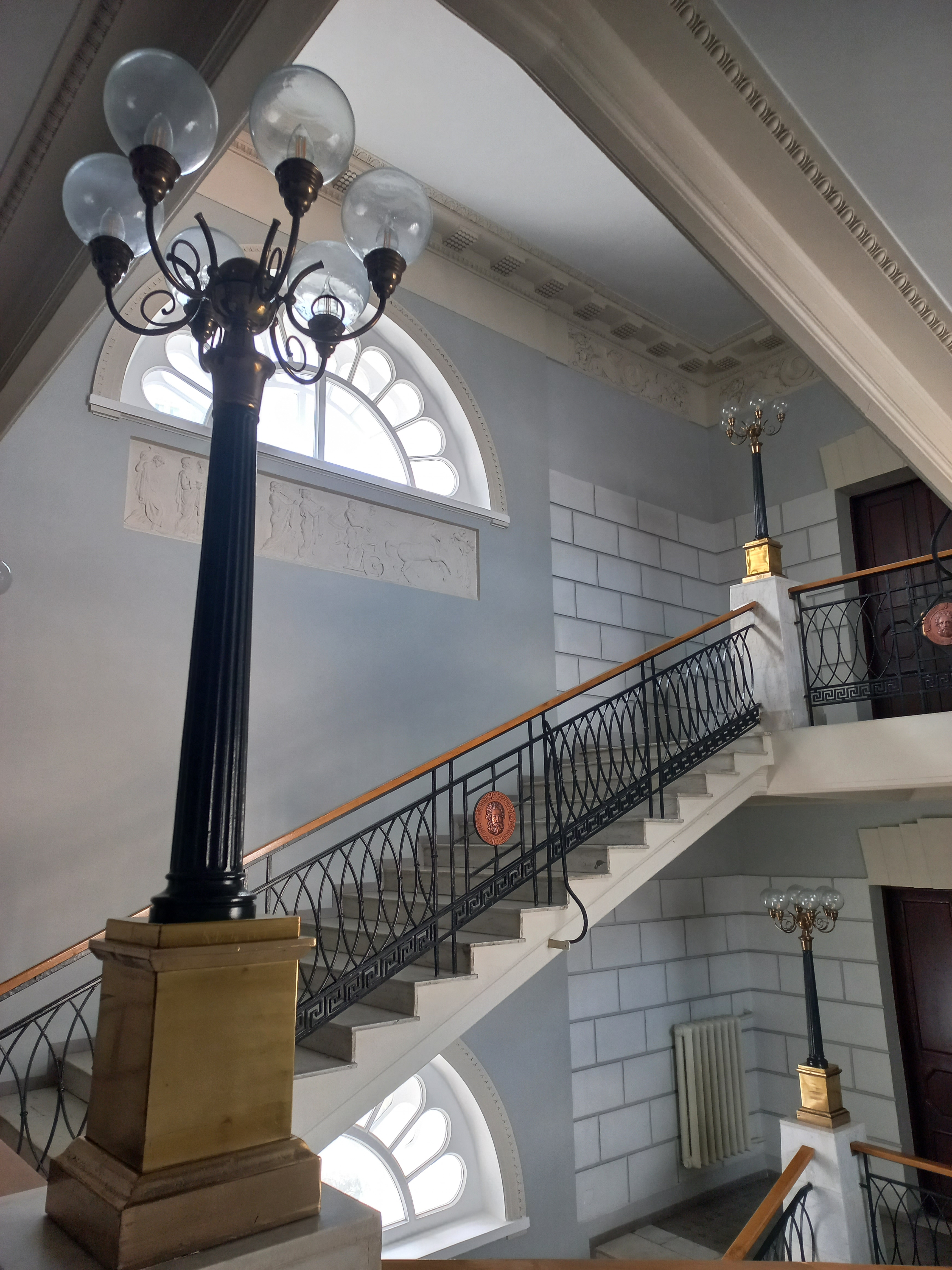
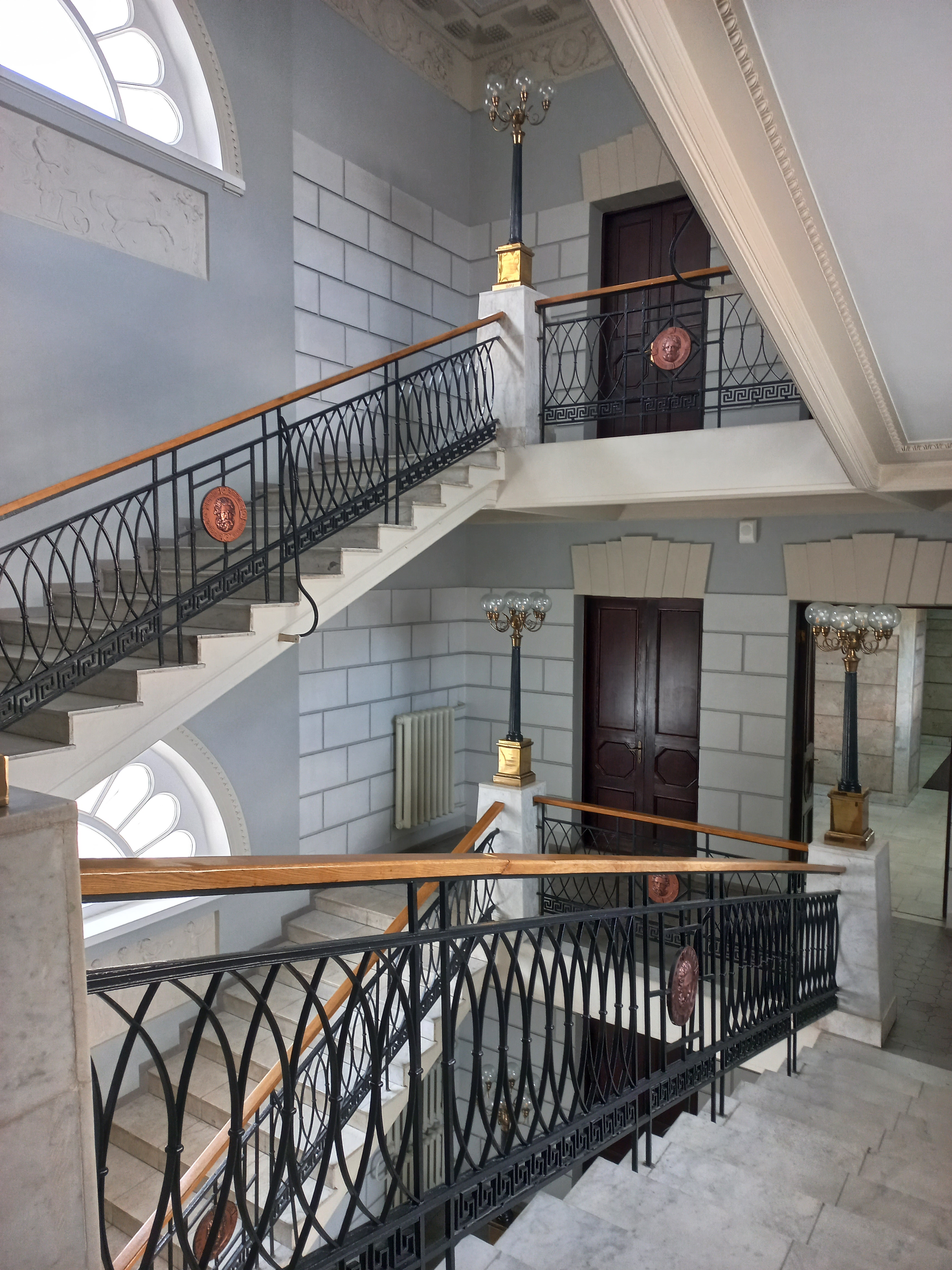